# 伊藤海 (レスリング選手)
伊藤 海（いとう うみ、2002年5月31日 - ）は、日本の女子レスリング選手。大阪府出身。階級は50kg級。身長155cm。

## 来歴
網野少年クラブでレスリングを始めた。小学生の時には全国大会で何度も優勝を果たした。関西大学中等部1年の時にはジュニアクイーンズカップ中学生の部、全国中学生選手権、全日本女子オープン選手権（中学生の部）、全国中学選抜選手権を全て制した。2年の時には全国中学生選手権で2位だった以外は全て勝つと、3年の時には再び全ての大会を制した。さらには世界カデット選手権でも優勝した。網野高校1年の時から2年連続インターハイとアジアカデット選手権を制した。3年の時には全日本選手権の50㎏級決勝で至学館大学2年の吉元玲美那に敗れて2位だった。2021年に早稲田大学へ進学すると、1年の時に全日本学生選手権で優勝するも、全日本選抜選手権と全日本選手権では決勝で吉元に敗れて2位だった。2年の時には世界ジュニア選手権で優勝した。3年の時には全日本選抜選手権の準決勝でオリンピックチャンピオンであるキッツの須崎優衣に敗れて3位だったが、ジュニアクイーンズカップジュニアの部で3連覇すると、全日本学生選手権でも優勝した。さらにはU-23世界選手権で優勝を飾った。4年の時には全日本選抜選手権で2位、U-23世界選手権では3位だった。

## 主な戦績
- 2015年 -　ジュニアクイーンズカップ 中学生の部　優勝（34kg級）
- 2015年 -　全国中学生選手権　優勝（34kg級）
- 2015年 -　全日本女子オープン選手権（中学生の部）　優勝（37kg級）
- 2015年 -　全国中学選抜選手権　優勝（37kg級）
- 2016年 -　ジュニアクイーンズカップ 中学生の部　優勝（37kg級）
- 2016年 -　JOC杯カデットの部　優勝（38kg級）
- 2016年 -　全国中学生選手権　2位（40kg級）
- 2016年 -　全日本女子オープン選手権（中学生の部）優勝（40kg級）
- 2016年 -　全国中学選抜選手権　優勝（40kg級）
- 2017年 -　クリッパン女子国際大会　カデットの部　優勝（40kg級）
- 2017年 -　ジュニアクイーンズカップ 中学生の部　優勝（43kg級）
- 2017年 -　JOC杯カデットの部　優勝（43kg級）
- 2017年 -　全国中学生選手権　優勝（44kg級）
- 2017年 -　世界カデット選手権　優勝（43kg級）
- 2017年 -　全日本女子オープン選手権（中学生の部）優勝（44kg級）
- 2017年 -　全国中学選抜選手権　優勝（44kg級）
- 2018年 -　ジュニアクイーンズカップ カデットの部　2位（46kg級）
- 2018年 -　JOC杯カデットの部　優勝（46kg級）
- 2018年 -　アジアカデット選手権　優勝（46kg級）
- 2018年 -　インターハイ　優勝（47kg級）
- 2018年 -　全日本女子オープン選手権（高校生の部）優勝（47kg級）
- 2019年 -　クリッパン女子国際大会　カデットの部　優勝（49kg級）
- 2019年 -　ジュニアクイーンズカップ カデットの部　優勝（46kg級）
- 2019年 -　アジアカデット選手権　優勝（46kg級）
- 2019年 -　インターハイ　優勝（47kg級）

以降は50㎏級での戦績
- 2019年 -　全日本女子オープン選手権（高校生の部）優勝
- 2020年 -　クリッパン女子国際大会　優勝
- 2020年 -　全日本選手権　2位
- 2021年 -　ジュニアクイーンズカップ ジュニアの部　優勝（50kg級）
- 2021年 -　全日本選抜選手権　2位
- 2021年 -　全日本学生選手権　優勝
- 2021年 -　全日本選手権　2位
- 2022年 -　ジュニアクイーンズカップ ジュニアの部　優勝（50kg級）
- 2022年 -　世界ジュニア選手権　優勝
- 2022年 -　全日本選手権　3位
- 2023年 -　ジュニアクイーンズカップ ジュニアの部　優勝（50kg級）
- 2023年 -　全日本選抜選手権　3位
- 2023年 -　全日本学生選手権　優勝
- 2023年 - U-23世界選手権　優勝
- 2023年 -　全日本選手権　2位
- 2024年 -　ジュニアクイーンズカップ  U23の部　優勝
- 2024年 -　全日本選抜選手権　2位
- 2024年 - 　U-23世界選手権　3位
- 2024年 -　全日本選手権　2位

（出典）